# Vepris gabonensis
Vepris gabonensis là một loài thực vật có hoa trong họ Cửu lý hương. Loài này được (Pierre) Mziray miêu tả khoa học đầu tiên năm 1992.